# Grand canal (tuinarchitectuur)

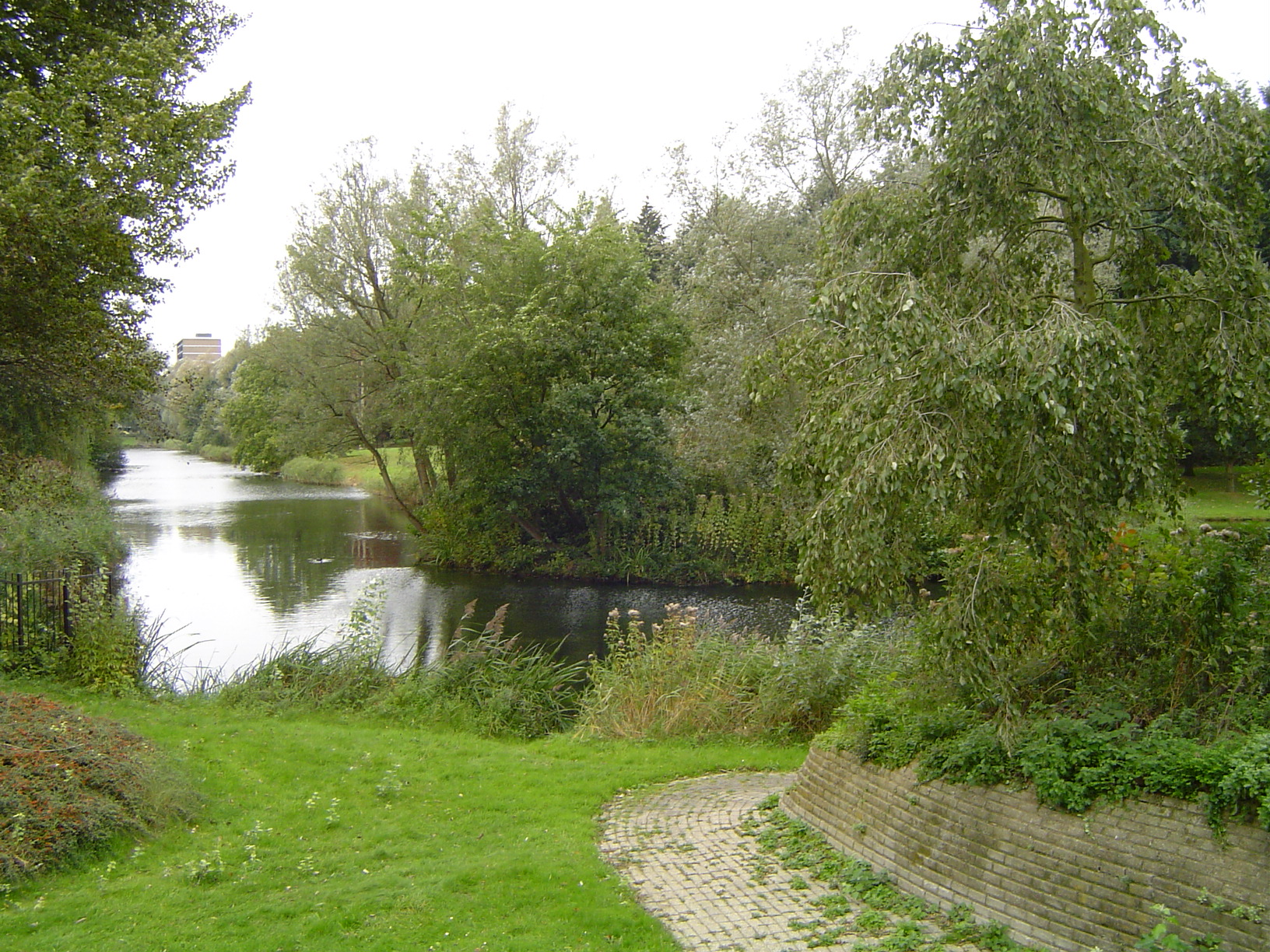
Het grand canal, 18de-eeuws element van het voormalige landgoed Dukenburg, vanuit het oosten gezien.

Een grand canal is een statige waterpartij die onderdeel vormt van een Franse baroktuin. Het grote voorbeeld is het Grand Canal in de kasteeltuin van Versailles.

## Omschrijving
Door op een landgoed een grand canal aan te leggen wordt er een zichtas gecreëerd waardoor de diepte van de tuin en de grootsheid van het landgoed benadrukt worden. De lengte van een grand canal kan variëren van 500 meter tot wel meer dan 1500 meter. Het grand canal staat altijd in directe relatie tot het landhuis: De zichtlijn wordt getrokken vanuit het midden van de gevel. Zo beleeft men vanuit het huis door het vergezicht de grootsheid van het landgoed. Vaak wordt de dieptewerking nog versterkt door langs de hoofdas van het grand canal afwisselend grote en minder grote tuinen aan te leggen. Het grand canal werd vaak toegepast in een Franse baroktuin, een stijl van tuinaanleg die populair was in de 17e en 18e eeuw. Ook werd een grand canal wel in het verlengde van de oprijlaan gelegd.

## Voorbeelden
Veruit het bekendste voorbeeld van een grand canal is het Grand Canal in de kasteeltuin van Versailles bij Parijs. In Nederland bekende voorbeelden van een grand canal zijn te vinden bij het Kasteel in Renswoude, buitenplaats Nijenburg tussen Alkmaar en Heiloo en het landgoed Oranjewoud nabij Heerenveen.
In het Nijmeegse stadsdeel Dukenburg is een restant te vinden van het grand canal dat in de 17e eeuw werd gegraven voor het kasteel Duckenburg. Dit grand canal werd bij de aanleg van dit stadsdeel in de jaren 60 doorkliefd door de aanleg van een weg (Meijhorst 14e straat) en een flatgebouw (De Schuylenburg). Tevens werden toen de uiteinden verbreed waardoor het grand canal de vorm kreeg van twee doodgewone vijvers. In het eerste decennium van de 21e eeuw kwam er weer meer aandacht voor de cultuurhistorische waarde van deze waterpartij. In maart 2012 zijn er in de vijver tussen de Van Apelterenweg en Meijhorst 14e straat betonnen palen geplaatst. Deze ‘meerpalen’ brengen de oude zichtlijn weer in beeld en maken duidelijk dat de vijver vroeger een grand canal was.